# Garin lo Brun
Garin lo Brun o le Brun, in latino Garis Bruni, (... – 1156/1162) è stato uno dei primi trovatori alverniati.

## Biografia
Garin è vissuto nella Diocesi di Le Puy-en-Velay, dove la sua famiglia possedeva dei castelli. Egli stesso fu signore di Châteauneuf-de-Randon nel Limosino e vassallo di Ermengarda di Narbona e di Eleonora d'Aquitania. Le sue origini risalgono alla Diocesi di Mende o a Randon nel Gévaudan. Se era di Randon, allora suo padre è stato Garin (Guérin) de Randon, un vassallo di Raimondo Berengario III, Conte di Barcellona, di cui Guérin e suo fratello Odilon tennero il castello di Randon. Ciò è verosimile, poiché un certo Garin rendeva omaggio nel 1150 al conte di Barcellona per questo castello. Nel 1162, Garin lo Brun sembra che risulti morto, dato che in quest'anno suo fratello Guglielmo (Guillaume), detto Randon protecteur des troubadours ("Randon, Protettore dei Trovatori"), faceva preparare una messa di requiem per lui, conferendo al cavaliere templare il Grosvialla (Groviala) per il riposo della sua anima.

## Opera

### Cansootensoimmaginaria
Garin compose in massima parte tenzones, ma soltanto una di queste si è conservata e ha per tema un dialogo immaginario tra Mezura (nel significato di misura, moderazione) e Leujaria (nel senso di leggerezza, frivolezza); entrambe le parti del dialogo furono scritte da Garin. Per Leujaria, la vera saggezza nell'amore è la follia: un uomo deve procedere senza perdere nessuna occasione, e mostrare audacia onde ottenere il favore di signore del più alto rango sociale possibile. Mezura, d'altra parte, raccomanda auto-controllo nell'amore, procedere senza mostrare segni di impazienza. Il consiglio che dà Mezura alle donne è non dare subito tutto quello che hanno, lasciando poi niente da offrire. Questa tenso, come si evince dall'invio, è dedicata a Eblon de Saignes.
          Noitz e jorn sui en pessamen

          d'un joi mesclat ab marrimen;

          e no sai à qual part m'apen,

          aissi m'an partit engalmen

             mezur' e leujairia.

          Mezura m ditz suau e gen

          que fassa mon afar ab sen;

          e leujairia la m desmen,

          e ditz que si trop m'i aten

             ja pros no serai dia.

          Mezura m'a essenhat tan

          qu'ie m sai alques gardar de dan,

          de fol e de datz e de fan;

          e sai be cobrir mon talan

             de so que plus volria.

          Leujairia no m pres' un guan

          s'ieu no fau so que'l cor me man;

          e tuelh' e do e l'aver s'an:

          quar qui plus n'a plus pren d'engan

             quan ven à la partia.

          [...]

          Messatgier lo vers portaras

          N Eblon de Senhas, lo m diras

          si cum Brus loil envia;

          al partir lo m saludaras

             e pueis ma douss'amia.

          E digas me quan tornaras

          quals d'aquestz dos cosselhs penras:

          qu'ieu vuelh n'aias la tria.
Il medievalista Mark Johnston nota che l'opera di Garin ha somiglianza con quella di un altro poeta trovatore del XII secolo, Arnaut Guilhem de Marsan.

### Ensenhamen
L'autore della vida (biografia) di Garin afferma che "lui andava preoccupandosi di dire alle signore come avrebbero dovuto comportarsi".
Garin ha scritto il più antico esempio conosciuto di ensenhamen o poema didattico sopravvissuto, intitolato E·l tremini d'estiu, scritto in esametri rimati isometrici, datato al 1155. Forse il testo più antico conosciuto è contenuto nel MS 819 del Pierpont Morgan Library, un manoscritto miniato del XIII secolo, in cui nei primi cinquantadue folii si trova la poesia di Garin insieme a un altro lavoro didattico simile di Arnaut de Mareuil.
L'opera di Garin è costituita da oltre un centinaio di versi che hanno per tema la bellezza della natura e il deplorevole stato in cui versano i costumi (mores) contemporanei, ma il suo tema principale è il comportamento cortigianesco delle donne, talvolta chiamato Ensenhamen de la donzela ("Ensenhamen della ragazza") o L'ensegnamen alla dama ("L'ensenhamen alla donna"). Fa parte della "condotta letteraria" medievale stimolare le donne ad adattarsi ai loro mariti, ad imparare ad essere similmente allegre o tristi a seconda dell'umore allegro o triste dei loro uomini. Garin consiglia anche che le donne cantino e recitino poesia per i loro ospiti.
In una parte dell'Ensenhamen si legge che:
Un altro passaggio dell'Ensenhamen talvolta citato consiglia alle donne di "dare il benvenuto agli intrattenitori (menestrelli) e poeti che chiacchierano d'amore e cantano versi e melodie. Almeno mostrare buon viso, perché se date loro un niente, essi faranno conoscere il vostro nome in lungo e in largo".